# Acclaim Entertainment
Acclaim Entertainment era un'azienda statunitense dedita allo sviluppo e alla pubblicazione di videogiochi per computer e console, fondata nel 1987 a Glen Cove (New York) e fallita nel 2004.
Tra i titoli più noti le serie di Mortal Kombat, Burnout, Turok.
A seguito del suo fallimento è stata fondata nel 2006 la Acclaim Games, anch'essa caduta in bancarotta nel 2010.